# Carlo Ademollo
Carlo Ademollo (ur. 1824 we Florencji, zm. 1911 we Florencji) – włoski malarz specjalizujący się w malarstwie historycznym, bratanek Luigiego Ademollo.

## Życiorys
Carlo Ademollo urodził się 9 października 1824 roku we Florencji. Naukę w Akademii Sztuk Pięknych rozpoczął w 1838 roku i studiował u Giuseppe Bezzuoliego. Specjalizował się malarstwie historycznym, należał do nurtu romantycznego. Służył w armii w czasie walk o zjednoczenie Włoch. Był uczestnikiem wojny 1859 roku i wojny 1866 roku, w tej drugiej jako adiutant dowódcy Straży Narodowej we Florencji. 14 marca 1869 roku został profesorem korespondencyjnym Akademii Sztuk Pięknych we Florencji.
Zmarł we Florencji 15 lipca 1911 roku.